# Scappo dalla città 2
Scappo dalla città 2 (City Slickers II: The Legend of Curly's Gold) è un film del 1994 di Paul Weiland.

## Trama
Mitch trova nel cappello di Curly una vecchia mappa del tesoro. Sinceratosi con Phil della sua autenticità, decide di mettersi in viaggio con lui ed il fratello Glen per un'altra vacanza alternativa, facendo credere alla moglie di essere in viaggio di lavoro.
Lungo il cammino incontrerà il fratello gemello di Curly, Duke, uguale nell'aspetto ma di tutt'altre ambizioni: con lui alla guida riuscirà a raggiungere il luogo dove si trova il tesoro, in lingotti, lasciato in eredità ai due gemelli dal loro padre.